# Überabzählbare Menge
Eine Menge heißt überabzählbar, wenn sie nicht abzählbar ist. Dabei heißt eine Menge abzählbar, wenn sie entweder endlich ist oder eine Bijektion zur Menge der natürlichen Zahlen existiert. Eine Menge ist also genau dann überabzählbar, wenn ihre Mächtigkeit (entspricht der Anzahl der Elemente bei endlichen Mengen) größer ist als die der Menge der natürlichen Zahlen.
Anschaulich gesprochen ist eine Menge überabzählbar, wenn jede Liste {\displaystyle x_{1},x_{2},x_{3},\ldots } von Elementen der Menge unvollständig ist.

## Beweis der Überabzählbarkeit der reellen Zahlen
Cantors zweites Diagonalargument ist ein Widerspruchsbeweis, mit dem er 1877 die Überabzählbarkeit der reellen Zahlen bewies. (Das erste Diagonalargument ist der Beweis der Abzählbarkeit der rationalen Zahlen.)
Im Gegensatz zur allgemeinen Meinung ist dieser Beweis nicht Cantors erster Beweis der Überabzählbarkeit der reellen Zahlen. Cantors erster Überabzählbarkeitsbeweis wurde 1874, drei Jahre vor seinem zweiten Diagonalargument, veröffentlicht. Der erste Beweis arbeitet mit anderen Eigenschaften der reellen Zahlen und kommt ganz ohne ein Zahlensystem aus.
Für die (abzählbare) Mächtigkeit der rationalen Zahlen steht das Zeichen {\displaystyle \aleph _{0}} (s. Aleph-Funktion) und für die (überabzählbare) der reellen Zahlen die Zeichen {\displaystyle {\mathfrak {c}}:=2^{\aleph _{0}}=:\aleph =:\beth _{1}} (s. Beth-Funktion).

## Vergleich der Mächtigkeit einer Menge und ihrer Potenzmenge
Mit einer Verallgemeinerung des Cantorschen Verfahrens kann man zeigen, dass die Menge aller Teilmengen einer Menge {\displaystyle M}, die so genannte Potenzmenge {\displaystyle {\mathcal {P}}(M)} von {\displaystyle M} überabzählbar ist, wenn {\displaystyle M} unendlich viele Elemente hat. Genauer: Man kann zeigen, dass {\displaystyle {\mathcal {P}}(M)} eine höhere Mächtigkeit hat als {\displaystyle M} selbst. Mit Hilfe der Potenzmenge lassen sich, wie im Artikel Beth-Funktion ausgeführt, unendlich viele verschiedene Klassen von Unendlichkeit konstruieren.
Die Potenzmenge, bspw. {\displaystyle {\mathcal {P}}({\mathbb {R} }),} einer (in der ersten Stufe) überabzählbaren Menge, bspw. {\displaystyle \mathbb {R} ,} ist gleichmächtig zur Menge aller reellen Funktionen {\displaystyle \mathbb {R} \to \mathbb {R} .} Für diese (durchaus überabzählbare) Mächtigkeit steht das Zeichen {\displaystyle {\mathfrak {f}}:=2^{\mathfrak {c}}=:\beth _{2}} und der Name überüberabzählbar.
Die Kontinuumshypothese postuliert, dass es keine überabzählbaren Mengen gibt, deren Mächtigkeit kleiner als die der reellen Zahlen ist. Es konnte jedoch gezeigt werden, dass die Kontinuumshypothese unter der Annahme der üblichen Axiome weder bewiesen noch widerlegt werden kann.